# Кадирханова, Малика Акбаровна
Малика Акбаровна Кадирханова (узб. Malika Akbarovna Kadirhanova; род. в 1967 году, в городе Ташкент) — узбекский государственный деятель, предприниматель, член Сената Олий Мажлиса Республики Узбекистан IV созыва, с 2021 года председатель комитета Сената по вопросам женщин и гендерного равенства.

## Биография
Малика Акбаровна Кадирханова родилась в 1967 году, в городе Ташкент, Узбекская ССР. В 2015—2019 годах Малика Акбаровна в качестве руководителя Центра женского предпринимательства в Ташкентской области достигла больших положительных результатов по развитию предпринимательства среди женщин. Об этом свидетельствует то, что в 2015 году появилось 300 женщин-предпринимателей в области, благодаря активности и инициативности М.Кадирхановой, в 2019 году их число стало более 4 тысяч. Организация в Ташкентской области ассоциации «Женщин-предпринимателей-инвалидов» также является результатом усилий Малики Акбаровны. В 2020 году избрана в Сенат Олий Мажлиса Республики Узбекистан созыва IV, а также членом Комитета Сената по вопросам бюджета и экономических реформ. В 2021 году Малика Акбаровна избрана председателем Комитета Сената Олий Мажлиса по вопросам женщин и гендерного равенства.

## Награды
В 2018 году она награждена орденом «Дустлик».